# (7754) Gopalan
(7754) Gopalan est un astéroïde de la ceinture principale.

## Description
(7754) Gopalan est un astéroïde de la ceinture principale. Il fut découvert le 2 octobre 1989 au Cerro Tololo par Schelte J. Bus. Il présente une orbite caractérisée par un demi-grand axe de 2,89 UA, une excentricité de 0,07 et une inclinaison de 1,5° par rapport à l'écliptique.

## Compléments